# Pierre Michelin
Pierre Michelin (Neuville-en-Ferrain, 7 febbraio 1937) è un ex calciatore francese, di ruolo difensore.

## Palmarès

### Club

#### Competizioni internazionali
- Coppa Piano Karl Rappan: 1

Lille: 1967